# Nelson Rodríguez Zurbarán
Nelson Rodríguez Zurbarán (Cienfuegos, Cuba, 14 de noviembre de 1938-Coral Gables, EE. UU., 12 de febrero de 2020) fue un editor de cine, director de cine, guionista y actor del cine cubano contemporáneo.
Su principal labor cinematográfica la desarrolló como editor, con cincuenta películas, treinta y seis documentales y doce cortos. Fue el editor de las películas más importantes del cine cubano del periodo 1960-2000. Cuenta en su filmografía con películas clásicas del cine cubano y de reconocimiento internacional como: Memorias del subdesarrollo, La última cena, Lucía, Amada, Un hombre de éxito entre otras. Fue el editor de directores renombrados del cine cubano como: Tomas Gutiérrez Alea y Humberto Solás, Julio García Espinosa, Juan Carlos Tabío, Manuel Octavio Gómez, Santiago Álvarez, Orlando Rojas, entre otros. Realizó trabajos de edición con directores latinoamericanos como: Miguel Litín, Lisando Duque, Jaime Humberto Hermosillo, Jaime Osorio, María Novaro, Pituka Ortega-Helibron. Así como el español: Benito Zambrano.
Como guionista destacan los siguientes trabajos dirigidos por Humberto Solás: Lucía, Amada y Un hombre de Éxito, también bajo la dirección de Manuel Octavio Gómez en la película: Ustedes tienen la palabra.
Como resultado de su extensa labor cinematográfica fue invitado a trabajar como docente en la Escuela Internacional de Cine y Televisión de Cuba para impartir la asignatura de edición cinematográfica (montaje) que impartió desde la fundación de la Escuela de Cine.
Fue Premio Coral a la mejor edición por el Festival Internacional del Nuevo Cine Latinoamericano de La Habana en el año 1985 por la película: Tiempo de Morir del director Jorge Alí Triana con guion de Gabriel García Márquez (premio Nobel de literatura en año 1982) y de la película: Papeles Secundarios en el año 1989 del director cubano: Orlando Rojas.
Reconocido en el año 2004 por el Festival Internacional de Cine de San Francisco (EE. UU.) por sus logros cinematográficos así como a toda su carrera profesional por más de cinco décadas. También el Festival Internacional de Cine Pobre (Cuba) de Humberto Solás, le hizo un reconocimiento en su octava edición. Fue reconocido con el Premio Nacional de Cine de Cuba en el año 2007 siendo el primer premio otorgado a un profesional de perfil técnico y el quinto en obtener dicha distinción.
Fue incluido, junto a la actriz cubana Daisy Granados, por la Academia de las Artes y Ciencias Cinematográficas de EE. UU. dentro de su Programa Historia Oral. La entrevista fue llevada a cabo el 27 de febrero de 2017. Se trata de un material visual en formato de entrevista de aproximadamente cuatro horas y doce minutos de duración que incluye tanto los aspectos más relevantes de su vida personal que lo marcaron en su carrera profesional, así como los hitos más significativos de su carrera profesional. Nelson y Daisy han sido los únicos representantes del cine cubano incluidos hasta el 2020 en este proyecto.
Falleció en Miami el 12 de febrero de 2020 a los ochenta y un años.

## Inicios
Nelson, se trasladó con su familia a La Habana en el año 1947, desde entonces ya se consideraba un aficionado al cine, sus padres incluso le permitían ir solo al cine desde los diez años a la tanda de la tarde a los cines cercanos de su barrio. Estudió bachillerato en el Instituto de la Víbora, en donde vivía en el reparto Santos Suárez. En el año 1955 se interesó por un curso de verano: El cine: industria y arte de nuestro tiempo que impartía la Universidad de La Habana dirigida por el maestro Manuel Valdés Rodríguez, quien era un excelente crítico de cine de la época. La familia de Nelson no tenía dinero para costear el curso, pero La Universidad convocó un concurso para otorgar diez becas que ofrecía la compañía Fox a las mejores críticas presentadas sobre la película: Carmen Jones de Otto Preminger, Nelson se presentó, en aquel entonces tenía quince años y fue uno de los seleccionados para formar parte del curso. Este fue el primer encuentro de Nelson con el cine de forma profesional. Esta experiencia le permitió conocer clásicos del cine de Eisenstein y de algunas de sus películas que en ese momento estaban prohibidas en Cuba, como el Acorazado Potemkin,  Alejandro Nevsky e incluso películas del cine inglés como: Hamlet, Enrique VIII así como del norrealismo italiano, con películas como Roma, ciudad abierta de Roberto Rossellini.
De la participación en este curso, le permitió codearse con otros entusiastas del cine de la época que se reunían para hablar de cine. Surgió la inquietud de mostrar un tipo de cine en La Habana que no es el que se proyectaba habitualmente en los cines y de ahí surgió la idea de fundar el Cine Club Visión en 1956 en el barrio de Santos Suárez. La primera película presentada por el club fue en el cine Apolo con una película de Rita Hayworth en colores y posteriormente la película: Umberto D. La notoriedad del Club le permitió a Nelson conocer a otras figuras que luego serían de renombre en el cine cubano como: Julio García Espinosa, Tomás Gutierrez Alea, Alfredo Guevara, además de figuras de la cultura cubana como el músico: Leo Brouwer y Jesús Ortega Irusta. Esta relación fructificó en los siguientes años y Leo concibió posteriormente la música de veinticinco películas en las que Nelson fue el editor, resultando no solo una relación profesional estrecha sino incluso personal. El cine club estuvo en activo incluso hasta la llegada de la Revolución cubana en 1959 mismo año en el que fue creado el Instituto Cubano de Arte Cinematográfico conocido por sus siglas como: ICAIC. Este organismo se nutrió de muchos entusiastas del cine adscritos a los cine clubes del país como El Cine Club Visión, Sociedad Cultural de Nuestro Tiempo, Lumière en Marianao (La Habana). En ese momento Nelson se encontraba estudiando Ciencias Comerciales a la edad de diecinueve años.
A su entrada en el ICAIC, en su entrevista con Santiago Álvarez Román, por entonces director de los Noticieros del ICAIC, le sugirió, dado su perfil por los estudios que llevaba a cabo, enfocarse más en la Producción cinematográfica comenzando sus primeros trabajos como asistente de producción. Fue en este breve periodo en donde participó en la producción del documental: Y me hice maestro (1961) rodado en la Sierra Maestra (Cuba) con Jorge Fraga, que tuvo acceso por primera vez a un cuarto de edición y ver como se le daba coherencia a la historia con la moviola, dándole sentido a las imágenes del documental. Esto le suscitó mucho interés para a indagar más sobre el proceso de edición y conoció al que posteriormente fue su maestro en el ICAIC: Mario González, quien era Jefe del Departamento de Edición el cual se había formado en México durante la Época de oro del Cine Mexicano quien había sido reconocido con el Premio Ariel. Viendo trabajar a su maestro en la edición de la película de Gutiérrez Alea: Las doce sillas (película cubana), se decidió definitivamente su vocación por la edición de cine, solicitando formar parte del Departamento de Edición del ICAIC.

## Comienzos como editor de cine
El primer trabajo como editor de Nelson se considera el documental: Historia de una batalla en el año 1962, dirigido por Manuel Octavio Gómez un director del ICAIC el cual conocía desde sus comienzos en el Cine Club Visión. El documental es un recuento del proceso de Alfabetización en Cuba del cual se disponía de bastante material audiovisual y era un reto desde el punto de vista de edición darle coherencia a todo el material de archivo disponible. Este documental fue presentado en el Festival Internacional de Cine de Moscú donde obtuvo el segundo premio. Los resultados positivos de este trabajo dieron la oportunidad a Nelson de llevar a cabo la edición de un segundo documental: Primer Carnaval Socialista en el año 1962 que obtuvo el Primer Premio en una reseña de cine latinoamericano en Italia. El reconocimiento de estos dos primeros trabajos produjo una avalancha de demandas de trabajo como editor.
En el año 1962, año de la Crisis de octubre, Cuba contaba con tan solo tres editores de cine. Con la salida del país de Carlos Menéndez que era una de estos tres editores, la dirección del ICAIC decide darle esta vacante a Nelson  convirtiéndose en editor de largometrajes con tan solo veintitrés años y dos trabajos exitosos.
Prosiguieron en el año 1963 la edición de varios cortos de la mano de directores como: Humberto Solás y Oscar Valdés como Minerva traduce el Mar y el cortometraje El retrato (1963), este fue el primer trabajo en el colaboró con el músico cubano: Leo Brouwer quien hizo la música del corto.
El primer largometraje de ficción realizado por Nelson fue Para quién baila La Habana en el año 1963 en donde trabajaba como asistente del editor checo: Antonin Zelenka que fue una coproducción Cuba-Checa. El primer largometraje de ficción editado íntegramente por Nelson fue: Tránsito (1964) de Eduardo Manet.
Como editor Nelson se considera un editor de la vieja escuela, esto es que lleva a cabo de forma integral todo el proceso de edición: cortar la imagen, definir la estructura dramática, banda sonora, música y doblaje. Le caracterizó un estilo elegante y único. Se considera a sí mismo un editor basado en la intuición, la cual entiende fue adquirida por ser un gran cinéfilo desde edades tempranas. Su estilo de edición queda bien expresado en palabras del propio Nelson en la entrevista realizada por la Casa de las Américas de Cataluña al respecto de la siguiente pregunta: ¿Cuál es el papel del montador de cine?

Yo creo que al montador se le acostumbra a ubicar mal, porque hay editores y editores. Incluso diría que hay “pegapelículas”. Aprenden la técnica para construir la película y cortarla, pero no conocen las leyes del montaje. Eso se hace mucho ahora con las computadoras, tocan una tecla y a pegar sin la menor idea de que hay leyes que establecen una serie de cosas. Y más allá de la técnica está el tema de la sensibilidad artística, del sentido creativo, lo que te da otra dimensión
Nelson Rodríguez

## Trabajos más conocidos como editor
Cabe destacar que por una cuestión burocrática en el ICAIC, para poder tener determinados títulos oficiales, como el de editor, se exigía tener un título universitario, que Nelson no tenía, de ahí que ya cuando era un editor consolidado ya que tenía en su haber películas importantes como: Lucía o Memorias del subdesarrollo, se graduó de Historia del Arte, para poder ser reconocido formalmente como editor del ICAIC.

### Memorias del subdesarrollo
En el año 1968 fue invitado a trabajar en la película Memorias del subdesarrollo por Tomas Gutiérrez Alea (a quien conocía por el Video Club Visión) para trabajar como editor. Nelson en su libro: El cine es cortar, cuenta como Titón, como se le conoce a Tomás, le expresó su deseo de trabajar en este proyecto:

Nelson, quiero que te leas este guion porque me interesa mucho trabajar contigo en esta película. Esta vez necesito una persona joven, con ideas frescas, con ideas innovadoras. Mario [su editor habitual] es un excelente técnico, pero no va a entender una serie de problemas que hay en esta película, porque él es muy académico y va a ser una lucha con él. Creo que debe ser una gente como tú. Léete el guion y luego hablamos
Tomás Gutierrez Alea

Memorias era el quinto largometraje de Titón y por entonces se consideraba el director más sólido de la industria en Cuba. Dentro de los retos de edición que tenía la película era el enorme material de archivo que se disponía el cual debía ser usado en el filme.
Gracias a la interacción con Titón por este trabajo, Nelson comenzó poder analizar las decisiones que tomaba de edición de forma intuitiva. Llevó a cabo sugerencias de edición importantes, como cortando la secuencia final de la película «al estilo Godard». Esta escena tenía deficiencias de iluminación y Titón tenía la intención de rehacerla, en cambio Nelson propuso llevar cortes para resolver las deficiencias que fueron aceptados por el director finalmente.
El guion original se consideraba de hierro (un guion con indicaciones tan precisas que no deja margen a la improvisación de actores y técnicos), no obstante al quedar montado el filme se detectó que el personaje de Noemí rompía la línea estilística del filme, desbalanceando toda la historia, ya que aparecía y desaparecía. Gracias a las técnicas de edición usadas por Nelson, permitió darle coherencia concentrando la aparición de este personaje en dos bloques solamente.
Como anécdota comenta Nelson en su libro que tanto Titón como él al ver la película: Fuego fatuo, el final y el estilo de edición guardan similitudes con la película Memorias, sin embargo ninguno de los dos conocían esta película en el momento de su realización.
Nelson considera Memorias del subdesarrollo la mejor película de Titón conjuntamente con La última cena. De todas las películas editadas por Nelson, Memorias y Lucía son sus películas preferidas.

### Lucía (película de 1968)
Luego de Memorias del subdesarrollo, trabaja en la realización de la película Lucía de Humberto Solás en el año 1968. Uno de los retos de la película es que inicialmente se había pensado como tres película separadas, por tanto había que reducir mucho material. La contribución más importante en la película por Nelson fue en la primera parte: Lucía 1895 en especial en la secuencia de la mujer loca, La Fernandina. Nelson llevó a cabo el guion de algunas escenas para conectar el personaje de La Fernandina con la protagonista: Lucía. Afirma Nelson en su libro que en esta primera parte se ve la influencia de Luchino Visconti en donde la protagonista es un poco la Livia Serpieri en versión cubana. La película tuvo un gran éxito por parte de la crítica y el público en Cuba.

### Cecilia
En el año 1981 trabajó como editor de la película Cecilia que contaba con más de cien horas de filmación y un año y medio de montaje y cuatro versiones. Se debería armar la película completa y luego dividirla en seis capítulos para la televisión. Se sacó una versión para el Festival de Cannes de dos horas y cuarenta minutos y de ahí una versión de dos horas y diez minutos para el mercado internacional. La película compitió en la sección oficial del Festival. El filme es una coproducción España-Cuba. En Cuba no tuvo buena acogida por la crítica a tenor del coste de realización de la misma. Se trata de una versión libre de la novela Cecilia Valdez de Cirilo Villaverde considerada la primera novela cubana.

### Danzón (película)
María Novaro, fue la primera mujer realizadora con la que trabajó Nelson, la cual había conocido en la Escuela Internacional de Cine y Televisión de Cuba (EICTV) de San Antonio de los Baños (Cuba) donde analizó el guion de su proyecto Danzón con Gabriel García Marqués y le comentó a Nelson que si algún día realizaba la película querría que fuera el editor de la misma. María había sido durante muchos años también editora. La película fue realizada en el año 1991 y es un homenaje que la directora quiere dar tributo a los melodramas femeninos con muchas canciones y música de la Época Dorada del Cine Mexicano de la década de 1940 y de 1950. La directora le entregó el material a Nelson conjuntamente con el guion y él le pidió que pudiera llevar a cabo el primer corte del material, para luego poderlo revisar de forma más objetiva con la directora. El primer armado de la película duraba dos horas y media. María no estuvo conforme con esta primera versión, ya que se habían eliminado aquellos aspectos que penetraban en el mundo femenino de la protagonista. María le sugirió a Nelson que viera su primera película Lola, para que lo ayudara a entender su idea de la película. Nelson se comprometió a trabajar solo en una segunda entrega. Esta entrega fue de la satisfacción de la directora. Restaba la ardua tarea de reducir el tamaño de la película, algo que los directores son reticentes a aceptar. Se intentó reducir la primera parte de la película antes del viaje de la protagonista a Veracruz y reducir la parte musical acortando aproximadamente cada danzón unos tres minutos. Finalmente la directora que también era editora, llevó a cabo los retoques finales, de ahí que aparece en los créditos como coeditora.
La película tuvo una muy buena acogida en México e internacionalmente ganó entre otros premios el Festival Latino de Nueva York y la Quincena de los realizadores del Festival de Cannes. En palabras de Nelson así describe la película en su libro: El cine es cortar:

Danzón es indiscutiblemente una película con ángel con una excelente banda musical que incluye clásicos del repertorio latinoamericano como Lágrimas negras
Nelson Rodríguez

## Como docente

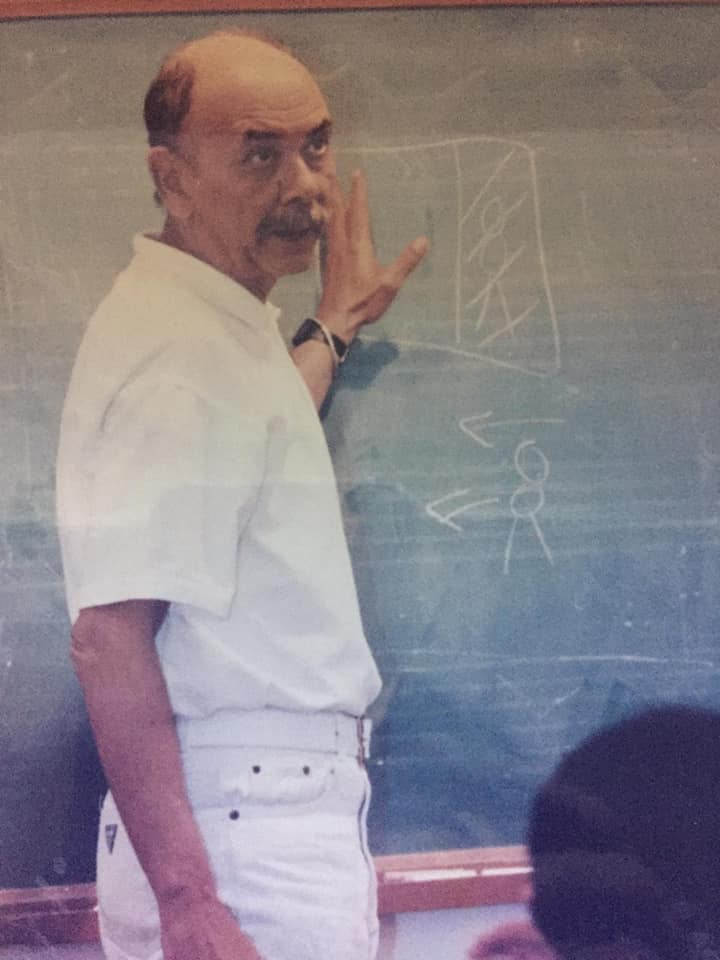
Nelson impartiendo clases de edición

La primera labor como docente de Nelson, data del año 1979 cuando se presentó la necesidad de dar formación al personal del ICAIC en técnicas de edición cinematográfica, donde fue invitado a participar. De dicho curso salieron jóvenes editores como Osvaldo Donatien, quien fue posteriormente el editor de la película cubana Fresa y Chocolate de Gutiérrez Alea. Luego de esto, cuando se crea la Escuela Internacional de Cine y televisión (EICTV) en el año 1986 se presentó un programa de edición con la francesa Jacqueline Meppiel con Nelson como profesor del curso. El curso fue impartido a 84 alumnos. Esta colaboración continuó hasta el año 1995. Posterior a esta fecha siguió realizando colaboraciones de forma esporádica impartiendo talleres de montaje en el curso regular y talleres internacionales a estudiantes de todo el continente y España.
Nelson simultáneo esta labor formativa en la EICTV con talleres en numeroso países como: México, Panamá, Venezuela, Ecuador, Bolivia, Argentina, Chile y España.

## Vida personal

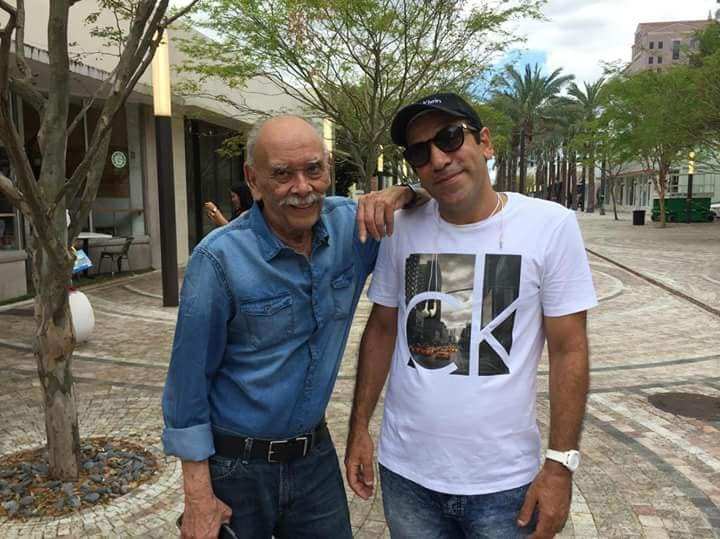
Nelson Rodríguez Zurbarán y Marcelino Pérez Hernández en Coral Gables

Nelson desarrolló la mayor parte de su carrera profesional en Cuba, bajo el ICAIC. Vivió en La Habana hasta el año 2012, en noviembre del mismo año se trasladó a los EE. UU., en donde residió en la ciudad de Coral Gables en el distrito de Miami. Fue pareja sentimental del director de cine Humberto Solás con quien realizó trece películas. Posteriormente comenzó su segunda relación sentimental con Marcelino Pérez Hernández, con quien vivió hasta su muerte. Fue un fumador empedernido hasta que dejó de fumar por razones de salud. En Miami llevó una vida ajena a los medios locales, salvo asistiendo a eventos o presentaciones de películas en donde que fue requerido, como por ejemplo su participación en la Academia de las Artes y Ciencias Cinematográficas de EE. UU. dentro de su Programa Historia Oral.

## Filmografía

### Como editor de cine
Como editor de cine, Nelson llevó a cabo un total de: 36 documentales, 12 cortos y 50 películas entre las cuales se encuentran:
- Historia de una batalla (1962, documental de Manuel Octavio Gómez)
- Primer carnaval socialista (1962, documental de Alberto Roldán)
- Minerva traduce el mar (1962, cortometraje de ficción de Humberto Solás)
- El retrato (1963, cortometraje de ficción de Humberto Solás)
- Gente de Moscú (1963, documental de Roberto Fandiño)
- Cuentos de Alhambra (1963, documental de Manuel Octavio Gómez)
- Tránsito (1964, largometraje de ficción de Eduardo Manet)
- Nosotros, la música (1964, largometraje documental de Rogelio París)
- El Encuentro (1964, cortometraje de ficción de Manuel Octavio Gómez)
- Elena (1964, cortometraje de ficción de Fernando Villaverde)
- Un Día en el solar (1965, largometraje de Eduardo Manet)
- Manuela (1966, mediometraje de ficción de Humberto Solás)
- Tulipa (1967, largometraje del ficción de Manuel Octavio Gómez)
- El Huésped (1967, largometraje de Eduardo Manet)
- Asalto al tren Central (1967, medio metraje de ficción de Alejandro Saderman)
- Memorias del subdesarrollo (1968, largometraje de ficción de Tomás Gutiérrez Alea)
- Lucía (1968, largometraje de ficción de Humberto Solás)
- La Primera carga al machete (1969, largometraje de ficción de Manuel Octavio Gómez)
- Crear dos, tres... (1970, documental de Humberto Solás)
- Columna juvenil del centenario (1970, documental de Miguel Torres)
- Un retablo para Romeo y Julieta (1971, largometraje de ficción de Antonio Fernández Reboiro)
- Una pelea cubana contra los demonios (largometraje de Ficción de Tomás Gutiérrez Alea)
- Los días del agua (1971, largometraje de ficción de Manuel Octavio Gómez)
- Girón (1972, Largometraje documental de Manuel Herrera)
- Del ferrocarril (1972, documental de Idelfonso Ramos)
- Un día de noviembre[nota 2] (1972, largometraje de ficción de Humberto Solás)
- La tierra prometida (1973, largometraje de Miguel Litín, producido en Chile)
- Ustedes tienen la palabra (1973, largometraje de ficción de Manuel Octavio Gómez)
- Regímen salarial (1973, documental de Manuel Herrera)
- Prácticas del puerto (1973, documental De Santiago Villafuerte, coeditado con: Miriam Talavera)
- Miriam Makeba (1973, documental sobre la cantante sur-africana: Miriam Makeba de Juan Carlos Tabío)
- El otro Francisco (1974, largometraje de ficción de Sergio Giral)
- Simparelé (1974, documental de Humberto Solás)
- El órgano de Manzanillo (1975, documental de Miguel Fleitas)
- Sonia Silvestre (1975, documental de Juan Carlos Tabío)
- Panorama (1975, documental de Melchor Casals)
- Hombres de mar (1975, largometraje documental de Manuel Herrera)
- Cantata de Chile (1975, largometraje de Humberto Solás)
- Rancheador (1976, largometraje de ficción de Sergio Giral)
- La última cena (1976, largometraje de ficción de Tomás Gutiérrez Alea)
- Allá lejos (1976, documental de Miguel Fleitas)
- Las parrandas (1977, documental de Constante Diego)
- La tierra y el cielo (1977, largometraje de ficción de Manuel Octavio Diego)
- Nacer en Leningrado (1977, documental de Humberto Solás)
- Día tras día (1977, documental de Orlando Rojas)
- Destino manifiesto (1977, documental de José García producido en Puerto Rico)
- Una mujer, un hombre, una ciudad...(1978, largometraje de ficción de Manuel Octavio López)
- Los sobrevivientes (1978, largometraje de ficción de Tomás Gutiérrez Alea)
- Wilfredo Lam (1978, medio metraje documental de Humberto Solás sobre la vida del pintor cubano: Wilfredo Lam)
- No hay sábado sin Sol (1978, largometraje de ficción de Manuel Herrera)
- La vida de Montiel (1980, largometraje de ficción de Miguel Litín coproducido por México-Venezuela-Cuba)
- Michelangelo (1980, documental de Héctor Veitia)
- Junto al Golfo (1980, documental de Rigoberto López)
- Elaboración técnica (1980, documental de Héctor Veitía)
- La clase (1980, documental de Héctor Veitía)
- Cecilia (1981, largometraje de ficción de Humberto Solás)
- Una y otra vez (1981, documental de Orlando Rojas)
- Amada (1983, largometraje de ficción de Humberto Solás y Nelson Rodríguez)
- Primero de enero (1984, largometraje de ficción de Miguel Torres)
- Habanera (1984, largometraje de ficción del director Pastor Vega)
- Caminos (1984, documental de Mario Crespo)
- Tiempo de morir (1985, largometraje de ficción de Jorge Alí Triana, coproducción Colombia-Cuba con guion de Gabriel García Márquez)
- Una novia para David (1985, largometraje de ficción de Orlando Rojas)
- Visa USA (1986, largometraje de ficción de Lisandro Duque, coproducción Colombia-Cuba)
- Un hombre de éxito (1986, largometraje de ficción de Humberto Solás[nota 3])
- Plácido (1986, largometraje de ficción de Sergio Giral)
- Gallego (1987, largometraje de ficción de Manuel Octavio Gómez coproducción España-Cuba)
- El verano de la señora Forbes (1988, largometraje de ficción de Jaime Humberto Hermosillo coproducido por España-Cuba. Capítulo de la serie televisiva: Amores Difíciles)
- Obataleo (1989 documental de Humberto Solás)
- Papeles secundarios (1989, largometraje de ficción de Orlando Rojas, producción España-Cuba)
- Confesión a Laura (1989, largometraje de ficción de Jaime Osorio, coproducción Colombia-Cuba)
- La posibilidad infinita (1990, cortometraje de ficción de Tomás Piard)
- Danzón (1991, largometraje de ficción de María Novaro, coproducción México-España, coedición con María Novaro)
- El Siglo de las Luces (1992, largometraje de ficción de Humberto Solás coproducción: Cuba-España-Francia-URSS)
- El plano (1993, largometraje del ficción de Julio García Espinosa)
- Nunca llegará el final (1993, documental de Marcelino Pérez)
- El encanto de la Luna Llena (1994, cortometraje de ficción de Benito Zambrano)
- Cuestión de fe (1995, largometraje de ficción de Marcos Loayza producción Bolivia)
- Y si fuera cierto (1996, serie de televisión de ocho capítulos de Fernando Pérez, producción Chile)
- El Sardina (1996, cortometraje de ficción de Manuel Rodríguez)
- Isabel de Obaldía (1996, documental sobre la vida de Isabel de Obaldía de Pituka Ortega-Helibron, producción Panamá)
- Yawar (1997, largometraje de ficción de Davide Sordella producción Bolivia)
- Escrito en el agua (1998, largometraje de ficción de Marcos Loayza, producción Argentina)
- El Mandado (1998, cortometraje de ficción de Pituka Ortega-Helibron, producción Panamá)
- El corazón de las mujeres de piedra (1998, documental de Pituka Ortega-Helibron, producción Panamá)
- Sacrifictum (1999, cortometraje de ficción de Pituka Ortega-Helibron, producción Panamá)
- Miel para Ochun (2001, largometraje de ficción de Humberto Solás, producción España-Cuba)
- Machín toda una vida (2002, largometraje documental de Nuria Villazán sobre la vida de Antonio Machín, producción España)
- Roble de oler (2003, largometraje de ficción de Rigoberto López, producción España-Cuba)
- Na-Na (2003, cortometraje de ficción de Patricia Ramos)
- Los puños de una nación (2005, cortometraje de ficción de Pituka Ortega-Helibron, producción Panamá)
- Así de simple (2006, largometraje de ficción de Carolina Nicola)
- Personal belongings (2006, largometraje de ficción de Alejandro Brugués)
- Friday, Saturday and Sunday (2006, cortometraje de ficción de Carla Di Bonito, producción: Inglaterra)
- Ampárame (2008, largometraje documental de Patricia Ramos, producción España-Cuba)

### Como guionista
- Lucía (1968, largometraje de ficción de Humberto Solás)
- Un día de noviembre (1972, largometraje de ficción de Humberto Solás)
- Ustedes tienen la palabra (1973, largometraje de ficción de Manuel Octavio Gómez)
- Allá Lejos (1976, documental de Miguel Fleitas)
- Cecilia (1981, largometraje de ficción de Humberto Solás)
- Amada (1983, largometraje de ficción de Humberto Solás y Nelson Rodríguez)
- Ampárame (2008, largometraje documental de Patricia Ramos, producción España-Cuba)

### Como productor
- Nelson Rodríguez: El Cine y la Vida largometraje (1995 largometraje documental de Manuel Iglesias)

### Como director
- Amada[nota 4] (1983, largometraje de ficción de Humberto Solás y Nelson Rodríguez)

### Trabajo de doblaje
- Manuela (1966, mediometraje de ficción de Humberto Solás)
- Lucía (1968, largometraje de ficción de Humberto Solás)
- Cecilia (1981, largometraje de ficción de Humberto Solás)
- Amada (1983, largometraje de ficción de Humberto Solás y Nelson Rodríguez)
- Un hombre de éxito (1986, largometraje de ficción de Humberto Solás)

### Actor
- Salut les cubains (1963, en el papel de Bailador)
- Lucía (1968, largometraje de ficción de Humberto Solás, en el papel de vendedor chino no acreditado)
- Nunca llegará el final (1993, documental de Marcelino Pérez, en el papel de él mismo)
- Nelson Rodríguez: El Cine y la Vida largometraje (1995 largometraje documental de Manuel Iglesias, en el papel de él mismo)
- El Mandado (1998, cortometraje de ficción de Pituka Ortega-Helibron, producción Panamá, en el papel de Hombre con perro 1)

## Premios
A continuación se enumeran los premios específicos al trabajo de Nelson Rodríguez:
Festival Internacional del Nuevo Cine Latinoamericano de La Habana
| Año  | Categoría                       | Película            | Resultado |
| ---- | ------------------------------- | ------------------- | --------- |
| 1985 | Premio Coral a la Mejor Edición | Tiempo de Morir     | Ganador   |
| 1989 | Premio Coral a la Mejor Edición | Papeles Secundarios | Ganador   |